# Foryś

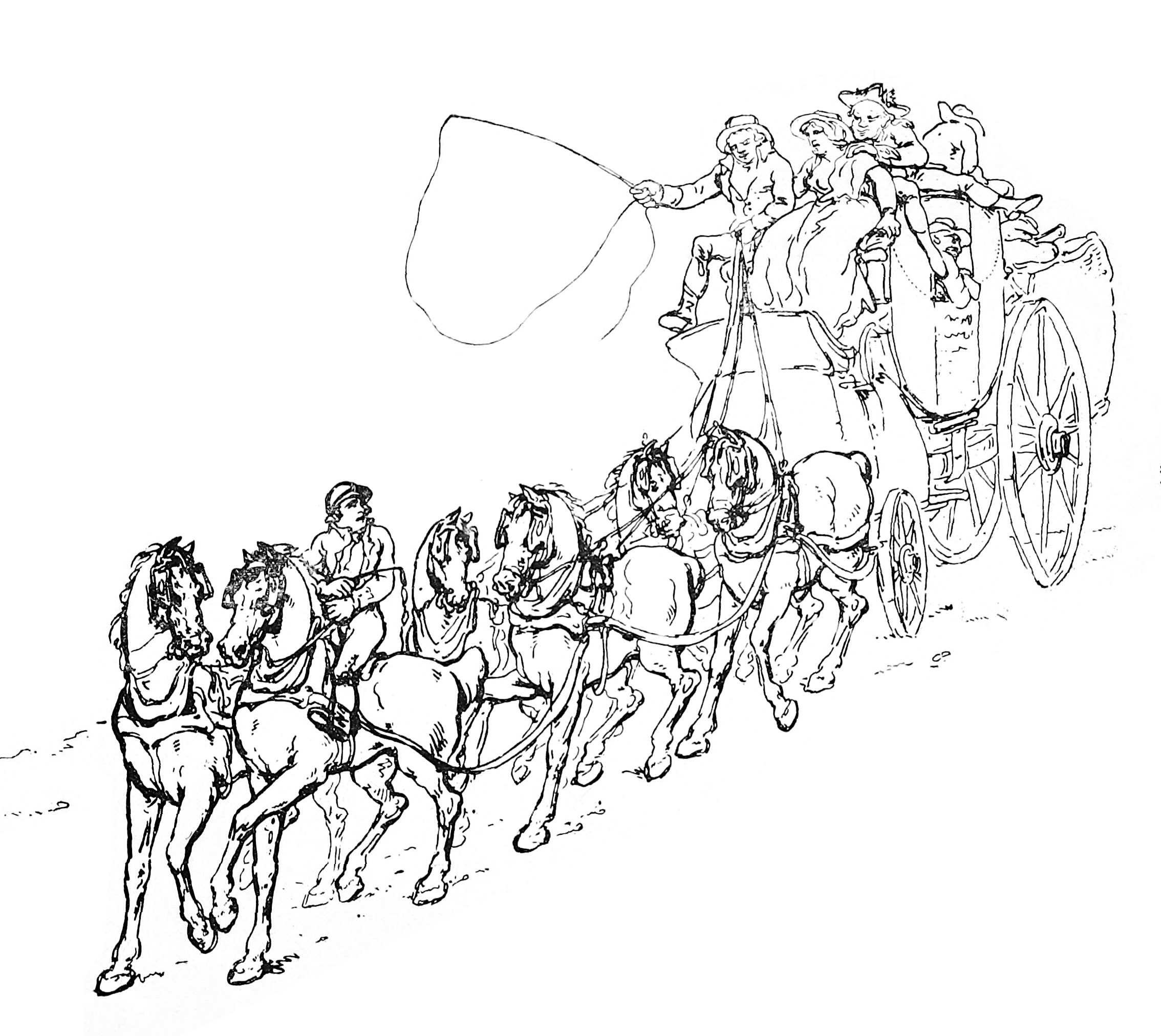
Foryś prowadzący przednie konie cugowe (tylne nadzorowane są przez stangreta)

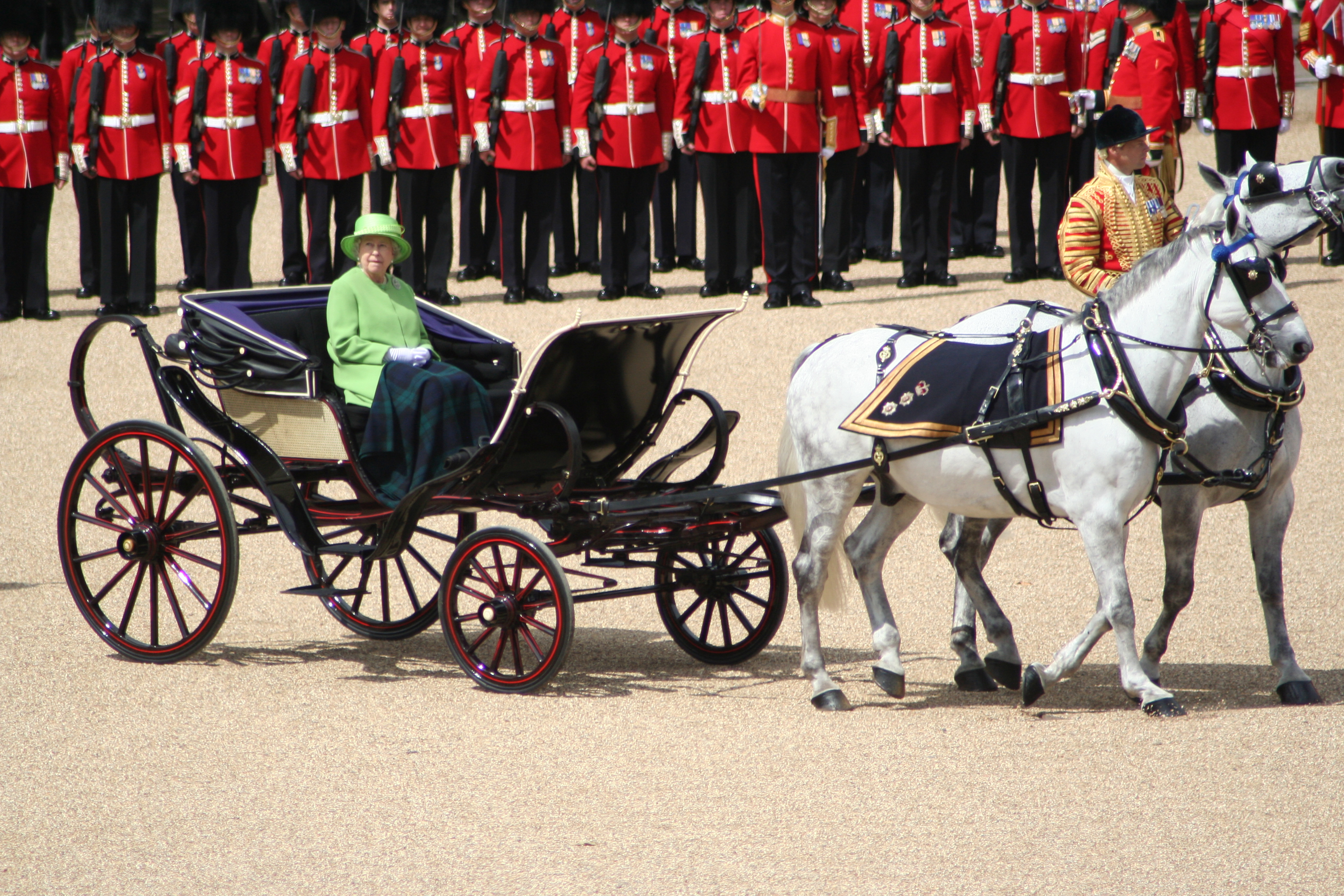
Foryś poprzedzający powóz królowej Elżbiety II (2007)

Foryś (zdrobn. od forytarz, z niem. Vorreiter – dosł. „konny poprzedzający”) – dawniej u możnej szlachty konny pachołek z trąbką (w nocy ze światłem) poprzedzający karetę dla rozpoznania drogi. 
W innej roli występował jako pomocnik stangreta powożącego wielokonnym zaprzęgiem. Zwykle jechał na koniu z przedniej pary w poczwórnym lub poszóstnym zaprzęgu.
W dawnym wojsku polskim foryś był konnym ordynansem oficera.